# Линдгрен, Армас
А́рмас Ли́ндгрен (фин. Armas Lindgren; 28 ноября 1874[…], Тавастгус — 3 октября 1929[…], Копенгаген) — финский архитектор, один из основоположников стиля национальный романтизм в финской архитектуре.

## Биография
Родился 28 ноября 1874 года в городе Тавастгусе. В 1897 году окончил Политехнический институт в Гельсингфорсе.
Во время учёбы в институте сотрудничал с Йозефом Стенбеком и Карлом Густавом Нюстрёмом.
В 1896 году совместно с Э. Саариненом и Г. Гезеллиусом основал архитектурное бюро, активно работавшее около десяти лет и внёсшее определяющий вклад в становление национального романтизма в финской архитектуре. После ухода из бюро крупной работой А. Линдгрена стало завершение строительства Национального музея Финляндии.
Среди крупных работ последующего периода — театр «Ванемуйне» (Тарту), театр «Эстония» в Таллине.
С 1902 года преподавал в Центральной школе искусств и дизайна, а с 1919 года стал профессором архитектуры в Политехническом институте Хельсинки. Среди его учеников — Алвар Аалто.
Похоронен на кладбище Кулосаари в Хельсинки.

## Избранные постройки
В составе архитектурного бюро «Gesellius-Lindgren-Saarinen»:
- Дом Тальберга, 1897—1898, Хельсинки
- Павильон Финляндии на Всемирной выставке в Париже, 1898—1900
- Страховая компания Pohjola, 1899—1901, Хельсинки
- Дом врачей, 1900—1901, Хельсинки
- Вилла «Виттреск» (Hvitträsk), 1901—1903, Кирконумми
- Вилла «Витторп» (Hvittorp), 1902, Кирконумми
- Дом «Олофсборг» (Olofsborg), 1902—1903, Хельсинки
- Дом Эол (Eol), 1902—1903, Хельсинки
- Усадьба Суур-Мерийоки (Suur-Merijoki) под Выборгом, 1902—1904. Разрушена в военное время
- Здание народного дома Фанерно-мебельной фабрики А. М. Лютера, 1905, Таллин
- Национальный музей Финляндии, 1902—1910, Хельсинки

Самостоятельные работы:
- Дом М. Пиетинена, 1906—1908, Выборг — Ленинградский пр. 31. Восстановлен после Великой Отечественной войны с отклонениями от первоначального облика
- Театр Ванемуйне, 1906—1910, Тарту. Разрушен во время Великой Отечественной войны
- Дворец студенческой гильдии Sakala (совместно с В. Лённ), 1911, Тарту
- Здание театра «Эстония» (совместно с В. Лённ), 1910—1913, Таллин
- Здание страховой компании «Калева», 1911—1914, Хельсинки
- Кирха в Кякисалми, 1928, Приозерск
- Жилой квартал для рабочих машиностроительного завода Kone ja Silta Ltd (совместно с Бертелем Лильеквистом), 1927—1929, Хельсинки

## Галерея

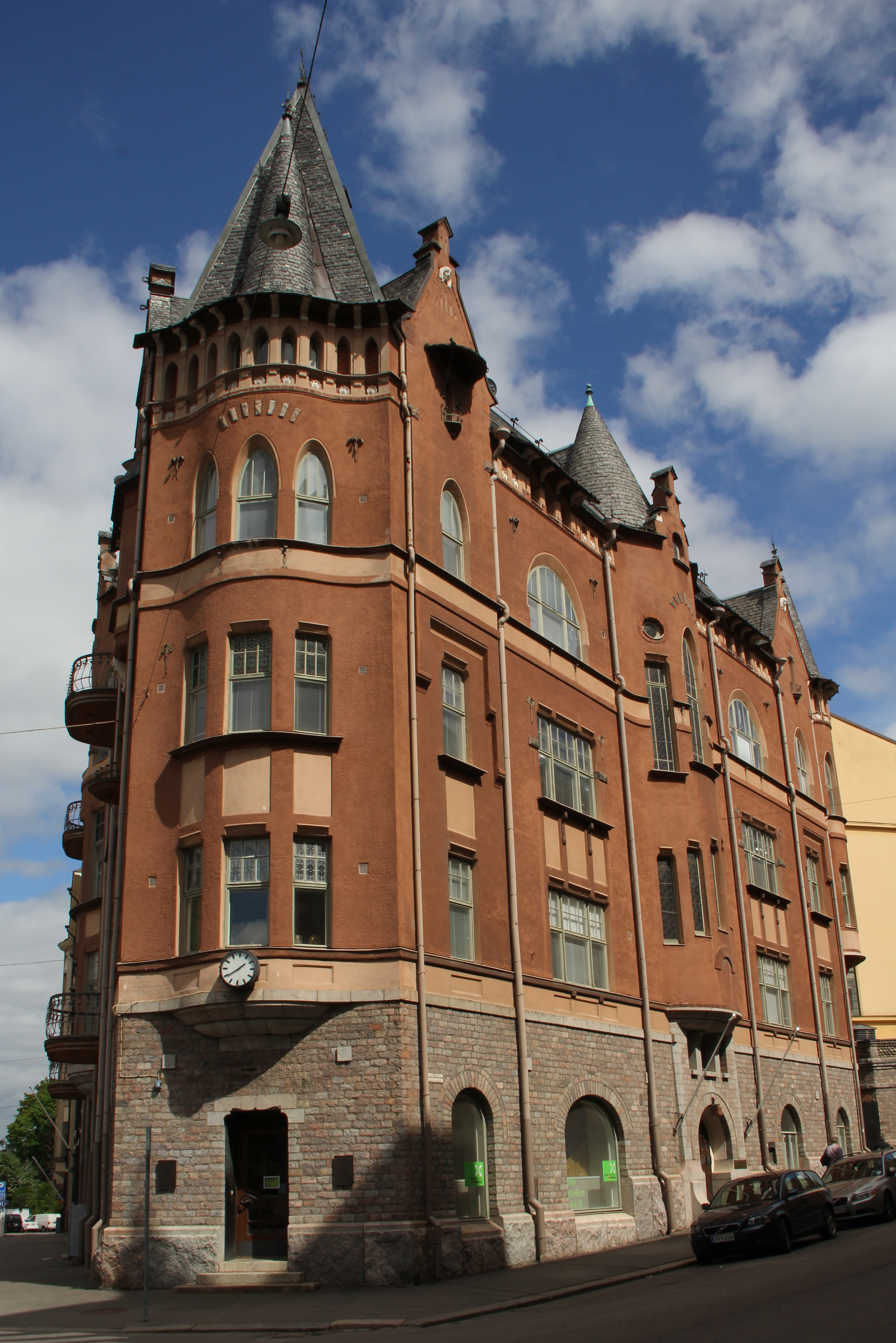
Э. Сааринен, Г. Гезеллиус, А. Линдгрен. Дом Таллберга, Хельсинки, (1898)
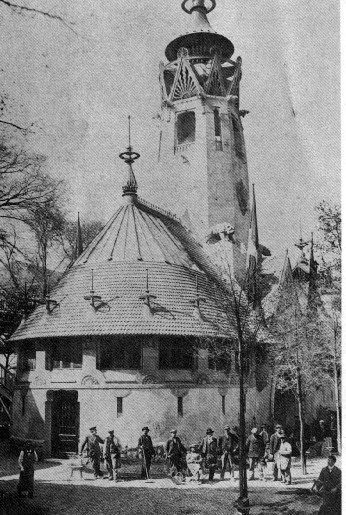
Сааринен, Г. Гезеллиус, А. Линдгрен. Павильон Финляндии на Всемирной выставке в Париже (1900)
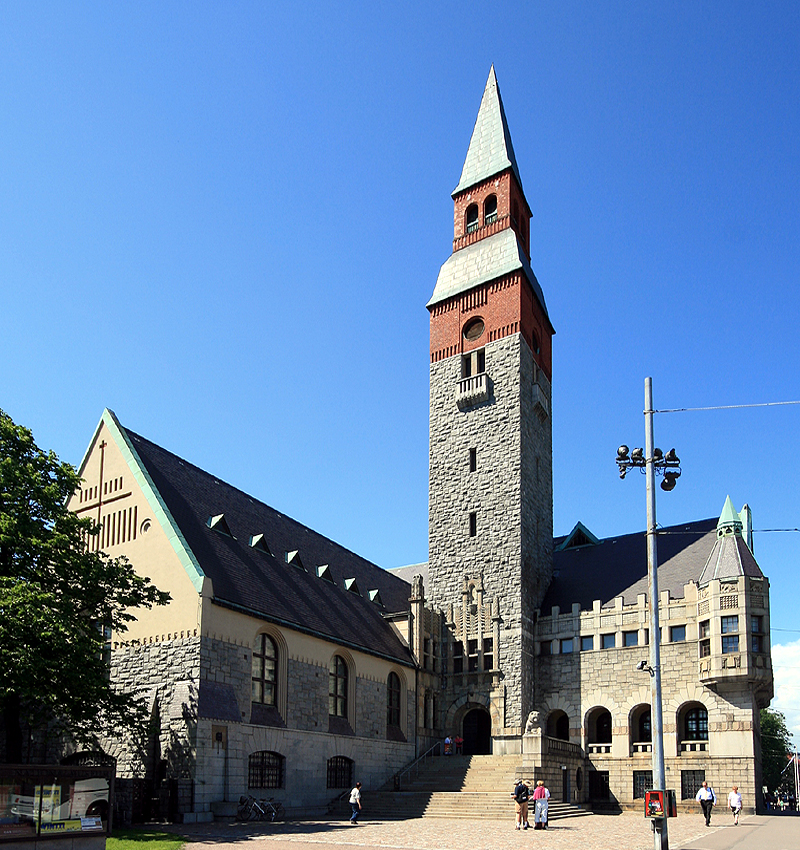
Э. Сааринен, Г. Гезеллиус, А. Линдгрен. Национальный музей Финляндии (1905—1910)
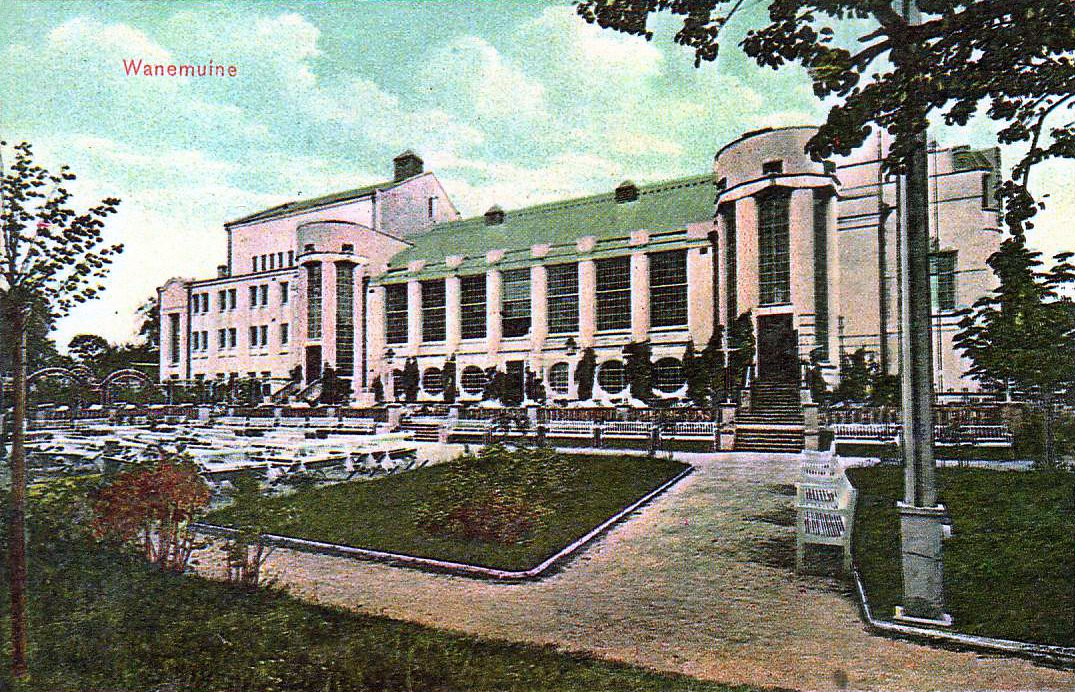
А. Линдгрен. Театр «Ванемуйне», Тарту (1906) Здание разрушено во время Второй мировой войны.
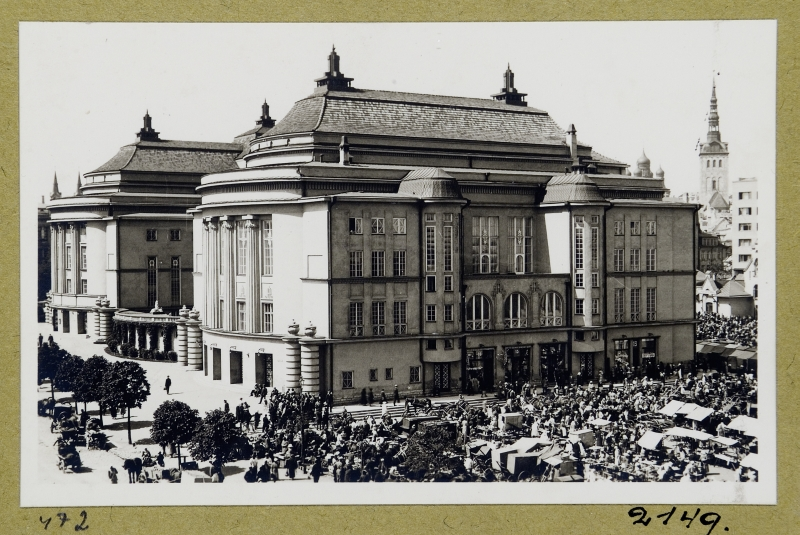
А. Линдгрен, В. Лённ. Театр «Эстония», Таллин (1913). Здание перестроено после Второй мировой войны. Фото 1920-х годов.
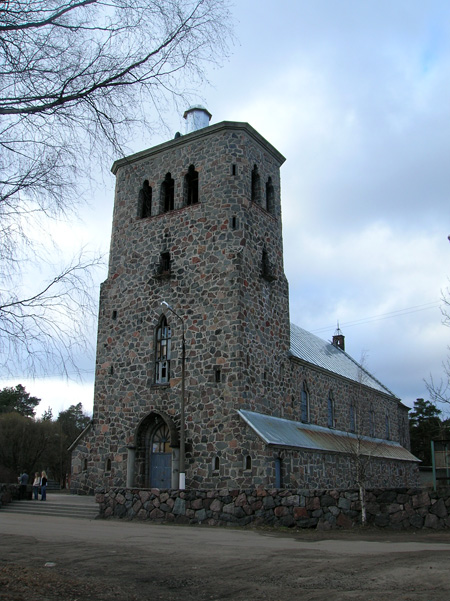
А. Линдгрен, Кирха в Кякисалми (ныне Приозерск, 1928—1930).